# Дискретное пространство
Дискре́тное простра́нство в общей топологии и смежных областях математики — это пространство, все точки которого изолированы друг от друга в некотором смысле.

## Определения
- Пусть {\displaystyle X} — некоторое множество, а {\displaystyle {\mathcal {T}}} — семейство всех его подмножеств. Тогда {\displaystyle {\mathcal {T}}} является топологией на этом множестве, называемой дискретной топологией, а пара {\displaystyle (X,{\mathcal {T}})} называется дискре́тным топологи́ческим простра́нством.
- Пусть {\displaystyle (X,\rho )} — метрическое пространство, где метрика {\displaystyle \rho } определена следующим образом:

{\displaystyle \rho (x,y)={\begin{cases}1,&x\neq y,\\0,&x=y,\end{cases}}\quad x,y\in X.}
Тогда {\displaystyle \rho } называется дискре́тной ме́трикой, а всё пространство называется дискре́тным метри́ческим простра́нством.

### Замечание
Топология, индуцированная дискретной метрикой, является дискретной. Обратное — неверно. Метрика, не являющаяся дискретной, может порождать дискретную топологию.

## Примеры
- Пусть {\displaystyle X=\{1,\ldots ,n\},} где {\displaystyle n\in \mathbb {N} }, и {\displaystyle \rho } — дискретная метрика на {\displaystyle X}. Тогда {\displaystyle (X,\rho )} — дискретное метрическое, а следовательно и топологическое пространство.
- Пусть {\displaystyle X=\left\{{\frac {1}{n}}\right\}_{n\in \mathbb {N} }} и {\displaystyle \rho (x,y)=|x-y|.} Данная метрика не дискретна, однако она порождает дискретную топологию.

## Свойства
- Топологическое пространство является дискретным тогда и только тогда, когда каждое его одноточечное подмножество открыто.
- Все одноточечные подмножества дискретного топологического пространства образуют базу дискретной топологии.
- Дискретное топологическое пространство компактно тогда и только тогда, когда оно конечно.
- Дискретное метрическое пространство ограничено.
- Любые два дискретных топологических пространства, имеющие одинаковую мощность, гомеоморфны.
- Любая функция, определённая на дискретном топологическом пространстве, непрерывна.
- Дискретное подмножество евклидова пространства не более чем счётно. Обратное, вообще говоря, неверно.